# Zon en Leven
Naturistenvereniging Zon en Leven  – volledige naam: Nederlands Verbond van Naturisten "Zon en Leven" –  is een op 7 april 1946 opgerichte naturistenvereniging. Het is de oudste en, na het in 1955 opgerichte Belgisch-Nederlandse Athena, de tweede grootste naturistenvereniging van Nederland.
Het doel van Zon en Leven is beleving en bevordering van het naturisme; een op zorg voor mens, natuur en milieu gerichte levenswijze en een gezonde lichamelijke en geestelijke ontwikkeling.

## Geschiedenis
Bij de oprichting bepaalde men dat roken, alcoholische dranken en het eten van vlees niet toegestaan waren. Deze richtlijnen zijn in de jaren '1990 losgelaten. Wel geldt er nog een rookverbod op de terreinen.
In 1949 werden de eerste terreinen aangekocht in de Loosdrechtse Plassen (De Vier Elementen) en bij de Maarsseveense Plassen (Gravingen).
In 1961 richtte de vereniging – samen met andere naturistenverenigingen zoals de Lichtbond – de overkoepelende NFN (Nederlandse Federatie van Naturistenverenigingen) op. Zo kon er gewerkt worden aan belangenbehartiging, zowel op nationaal als op internationaal niveau.
Zon en Leven heeft negen afdelingen met elk een eigen terrein. De terreinen zijn allemaal rookvrij en voeren het keurmerk Prettig Bloot. Het verbod op alcohol en het vleesverbod is men gaandeweg minder strikt gaan naleven, maar roken is altijd verboden gebleven.

## Afdelingen
- Friesland: De Appelhof, bij Zandhuizen. bij Noordwolde
- Gelderland: De Scharf, bij Varssel in de Achterhoek
- Gelderland: De Maat, bij Ravenswaay in de Betuwe
- Utrecht: Gravingen, in de Maarsseveense Plassen, bij Utrecht
- Noord-Holland: De Vier Elementen, in de Loosdrechtse Plassen
- Noord-Holland: Starnmeer, bij Spijkerboor.
- Zuid-Holland: Berkenwoude, bij Stolwijk in de Krimpenerwaard
- Noord-Brabant: De Posthoek, bij Rucphen
- Noord-Brabant: Kuikseind, bij Middelbeers

## Open dag
Jaarlijks wordt in mei of begin juni door de belangenorganisatie NFN de Landelijke Open dag Naaktrecreatie georganiseerd. Daarbij stelt ook Zon en Leven haar terreinen open. De vereniging kent ook een jongerenafdeling.